# Munna maculata
Munna maculata is een pissebed uit de familie Munnidae. De wetenschappelijke naam van de soort is voor het eerst geldig gepubliceerd in 1886 door Beddard.